# Girocleta
Girocleta és el nom que rep el servei de bicicletes públiques de la ciutat de Girona que vol fomentar el ciclisme urbà.
El nom va ser escollit per votació popular; Girocleta va aconseguir 301 vots, tres més que la segona opció, Girobici. Altres propostes menys votades van ser Bicia't, Girobike o Biging.

## Història
El servei va començar a funcionar el dia 25 de setembre de 2009 amb vuit estacions repartides per la ciutat (amb un total de dos-cents aparcaments) i 160 bicicletes. Inicialment, l'horari del servei era de les 06:00 del matí a les 01:00 de la matinada i fora d'aquest horari, els usuaris només podien tornar bicicletes. El 2014, el servei quedava deficitari, i el consistori cercava patrocinadors per reduir el dèficit. A finals del 2015 el servei tenia 1.860 usuaris, i a principis del 2017 en tenia 2.320, a finals del 2017 arriba als 2.780 usuaris i comptava amb 19 estacions.El 2018 l'inici del servei es va avançar mitja hora començant a les 05:30 del matí i acabant a les 01:00 de la matinada. El febrer de 2020, aprofitant les barraques d'hivern, es duu a terme una prova pilot en la qual els dies 27,28 i 29 de febrer, els usuaris abonats de forma anual, podran llogar bicicletes les 24 hores del dia. Del 16 de setembre al 31 de desembre del 2021, també es van fer proves en què l'horari de lloguer pels usuaris anuals és de 24 hores. Finalment, a mitjans de desembre del 2021, veient els bons resultats de les proves l'Ajuntament de Girona va decidir mantenir el servei de Girocleta 24 hores els 365 dies de l'any però únicament per a abonats anuals. El febrer de 2024 el servei comptava amb un total de 30 estacions operatives i amb dades de l'1 de juliol del 2023 any, hi havia 4.002 usuaris, 425 més que a la mateixa data de l'any 2022.

## Estacions
A febrer de 2024 hi havia trenta estacions.Amb l'arribada dels nous equips de govern als ajuntaments de Girona, Salt i Sarrià ha tornat l'interès d'implementar la Girocleta als municipis veïns. Les obres de la Plaça de Salt —ja finalitzades— per reduir el diàmetre de la rotonda de 60 m a 35 m per tal d'augmentar l'espai destinat a vianants i al nou carril bici, separat del vial de vehicles per una franja verda de sis metres d'amplada i la creació d'1,7 km de carril bici fins a Vilablareix, podrien portar la Girocleta també a aquest municipi.
El maig de 2024, l'Ajuntament de Girona anuncià que obriria cinc noves estacions abans de l'estiu. Les noves cinc estacions, amb un cost aproximat de 150.000 € i que es preveuen operatives a finals d'estiu, seran finançades amb els fons Next Generation subvencionats al 90%. Les noves estacions estaran a Fontajau, Pont Major, l'Eixample, Santa Eugènia i Domeny.
Amb la renovació de la plaça Joan Brossa, es va obrir l'estació numero 36 el 14 d'abril de 2025.
Nombre d'estacions:
1. Biblioteca Antònia Adroher
2. Ramon Folch
3. Plaça de Catalunya
4. RENFE - Estació d'Autobusos
5. Pont del Dimoni
6. Emili Grahit
7. Plaça Pere Calders
8. Biblioteca Ernest Lluch
9. Miquel de Palol
10. Avda. Pericot 21
11. Marquès de Camps
12. Fontajau
13. Can Ninetes
14. Plaça del Barco
15. Plaça Europa
16. Ramon Berenguer
17. Vista Alegre
18. Riu Freser/St. Isidre
19. Eixample
20. Sant Ponç
21. Pont Major
22. Santa Eugènia
23. Pedret
24. Ctra. Taialà
25. C/ Antoni Gaudí
26. C/ Riu Terri - Migdia
27. Avda. Pericot 48
28. Passeig Olot 53
29. Mercat del Lleó
30. Plaça de Salt
31. Rambla Xavier Cugat
32. P. Major - Salesians
33. Domeny
34. C/ Creu, 1
35. rot. Tren d’Olot
36. Plaça Joan Brossa

## Usuaris
El servei el 2022 tenia 3.870 abonats i en dies laborables la Girocleta tenia 2.519 usos amb una mitjana de nou usos per bicicleta. Comptava amb un total de 26 estacions, 677 aparcaments i 300 bicicletes en servei.
Les estacions que més són utilitzades són les de Plaça Catalunya (8%), Ramon Folch (7,2%), RENFE-Estació d'Autobusos (6,4%), Plaça Marquès de Camps (5,9%) i Plaça Miquel de Palol (5,4%).